# Natrijev aluminijev sulfat
Natrijev aluminijev sulfat ali natrijev galun je anorganska spojina s kemijsko formulo NaAl(SO4)2•12H2O, ki se včasih piše tudi Na2SO4•Al2(SO4)3•24H2O. Je bela trdna snov, ki se uporablja za  proizvodnjo pecilnega praška in kot aditiv za živila.

## Lastnosti
Natrijev aluminijev sulfat kristalizira kot dodekahidrat v kubičnem kristalnem sistemu. Je dobro topen v vodi in izredno težaven za pripravo v čisti obliki. Pripravlja se z mešanjem ekvivalentnih količin hladnih raztopin natrijevega in aluminijevega sulfata in izparevanjem pri 60 °C. V 100 delih vode se pri 0 °C raztopi  110 delov natrijevega galuna, pri 16 °C pa  51 delov.

## Proizvodnja in naravna nahajačišča
Proizvaja se s spajanjen natrijevega in aluminijevega sulfata. Svetovna proizvodnja je leta 2003 znašala 3.000 ton letno.
Kot dodekahidrat je v mineralogiji znan kot natrijev galun. V naravi se najde v dveh redkih mineralih: mendozitu (z 11H2O) in tamarugitu (s 6H2O).

## Raba
Natrijev aluminijev sulfat se v mešanici z natrijevim bikaronatom in monokalcijevim fosfatom uporablja kot pecilni prašek z dvojnim delovanjem.
Kot aditiv živilom (E521) se uporablja kot regulator kislosti.
V histopatologiji  se uporablja kot pomožno sredstvo za pripravo raztopin hematoksilina.